# Кингстон-апон-Темс (боро Лондона)
Королевский боро Кингстон-апон-Темс (англ. Royal Borough Kingston (up)on Thames — буквально Кингстон-на-Темзе, произношениео файле) — один из 32 лондонских боро, находится во внешнем Лондоне, при слиянии реки Темзы с Иуллем, в 16,1 км от вокзала Черинг-Кросс, Лондон. Семь англосаксонских королей, от Эдуарда Старшего до Этельреда Неразумного, короновались здесь.

## История
Район был сформирован в 1965 году слиянием Кингстон-апон-Темс с Молденом, Кумби и Сербитоном (все из графства Суррей).

## Население
По данным переписи 2011 года в боро Кингстон-апон-Темс проживало 160 400 человек. Из них 19,0 % составили дети (до 15 лет), 66,0 % лица трудоспособного возраста (от 16 до 64 лет) и 15 % лица пожилого возраста (от 65 лет и выше).

### Этнический состав
Основные этнические группы, согласно переписи 2007 года:
81,2 % — белые, в том числе 72,0 % — белые британцы, 1,9 % — белые ирландцы и 7,3 % — другие белые (евреи, итальянцы, немцы);
6,4 % — выходцы из Южной Азии, в том числе 4,4 % — индийцы, 1,6 % — пакистанцы и 0,4 % — бенгальцы;
2,2 % — чёрные, в том числе 1,4 % — чёрные африканцы, 0,6 % — чёрные карибцы (ямайцы) и 0,2 % — другие чёрные;
2,5 % — метисы, в том числе 1,0 % — азиаты, смешавшиеся с белыми, 0,5 % — чёрные карибцы, смешавшиеся с белыми, 0,3 % — чёрные африканцы, смешавшиеся с белыми и 0,7 % — другие метисы;
1,6 % — китайцы;
2,7 % — другие азиаты (корейцы, тайцы);
3,5 % — другие.

### Религия
Статистические данные по религии в боро на 2011 год:
| Религия      | Кингстон-апон-Темс % | Лондон % | Англия % |
| ------------ | -------------------- | -------- | -------- |
| Христианство | 52,9                 | 48,4     | 59,4     |
| Ислам        | 5,9                  | 12,4     | 5,0      |
| Индуизм      | 4,7                  | 5,0      | 1,5      |
| Иудаизм      | 0,5                  | 1,8      | 0,5      |
| Буддизм      | 1,1                  | 1,0      | 0,5      |
| Сикхизм      | 0,8                  | 1,5      | 0,8      |
| Другие       | 0,5                  | 0,6      | 0,4      |
| Нет религии  | 25,7                 | 20,7     | 24,7     |
| Не указана   | 7,9                  | 8,5      | 7,2      |

## Административно-территориальное деление
(С севера на юг)
- Кингстон-апон-Темс
- Молденс и Кумби
- Сербитон

## Образование
В боро Кингстон-апон-Темс много школ, включая Surbiton High School, Hollyfield, Southborough, Chessington Community College, Richard Challoner, Kingston Grammar School, Coombe Schools и Tiffin School. Кингстон-апон-Темс также является домом для Кинстонгского университета и Кингстонского колледжа.

## Транспорт
Город обслуживается двумя железнодорожными станциями: линия до вокзала Ватерлоо через Нью-Мейден и линия до Уимблдона через Ричмонд-апон-Темс. Местные железнодорожные станции: Кингстон и Норбитон.
Дорога А3 ведет из центрального Лондона в направлении Кингстона с востока. Также через Кингстон проходят дороги А240, А307 и А310.
Кингстон - один из пяти районов, не имеющих никаких станций метро.
Аэропорт Хитроу находится на расстоянии шести миль.

## Спорт
Кингстон — дом футбольного клуба Кингстониан, который  играет на стадионе Кингсмедоу.

## Упоминание в произведениях искусства
Кингстон был представлен в литературе, в кино и на телевидении. Это место, где начинается путешествие героев новеллы «Трое в лодке, не считая собаки» Джерома К. Джерома.

## Галерея

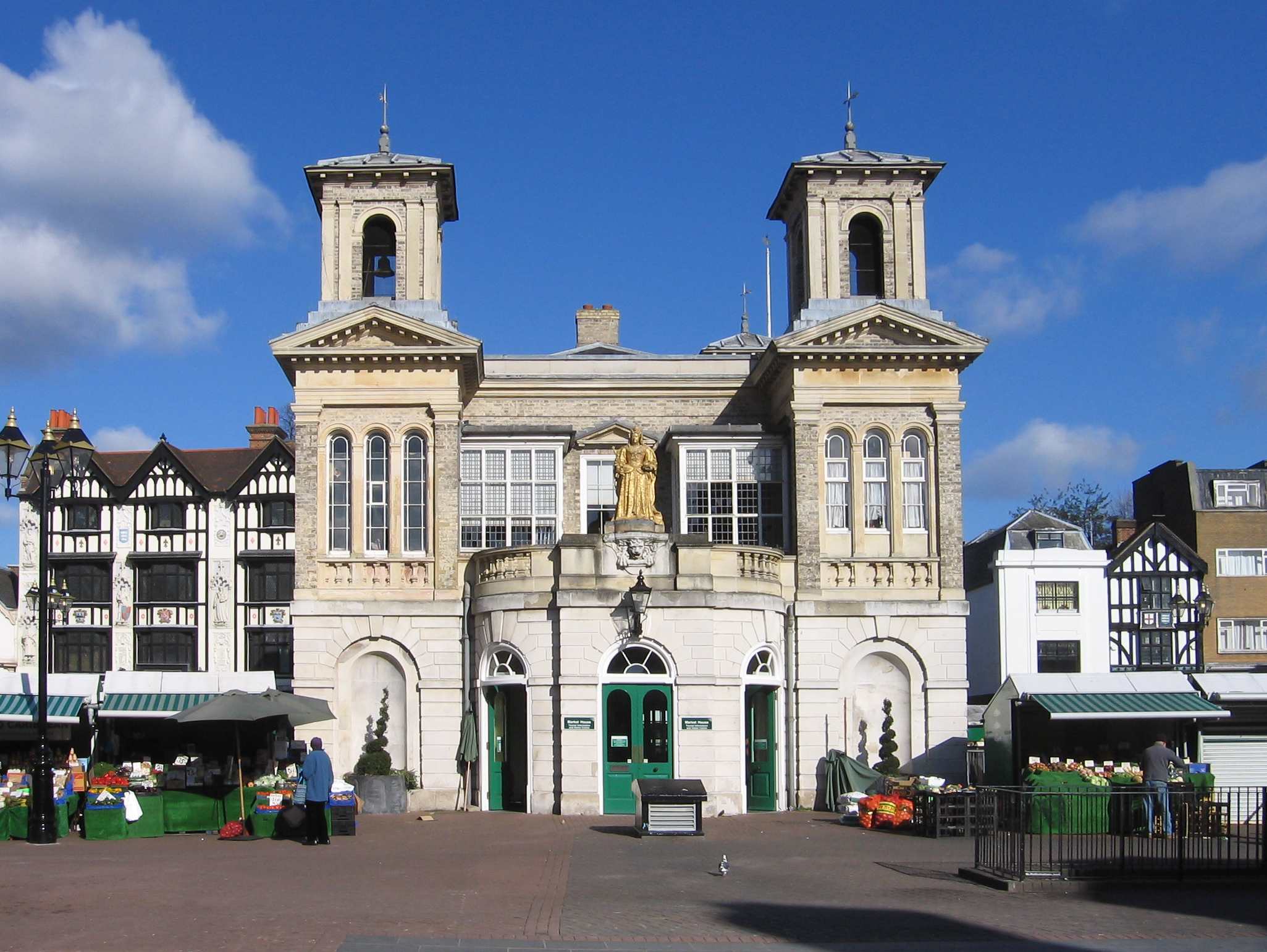
Кингстонский Таун-холл
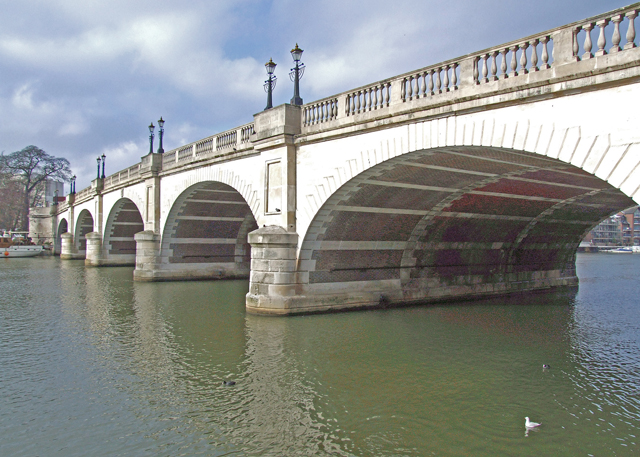
Кингстонский мост
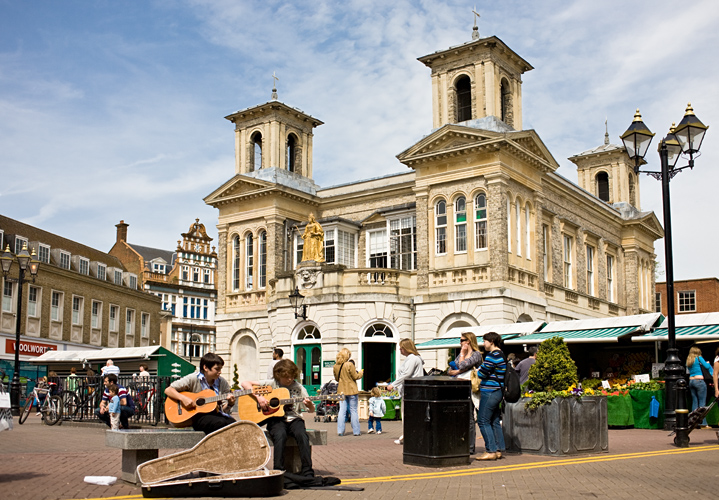
Кингстонский рынок
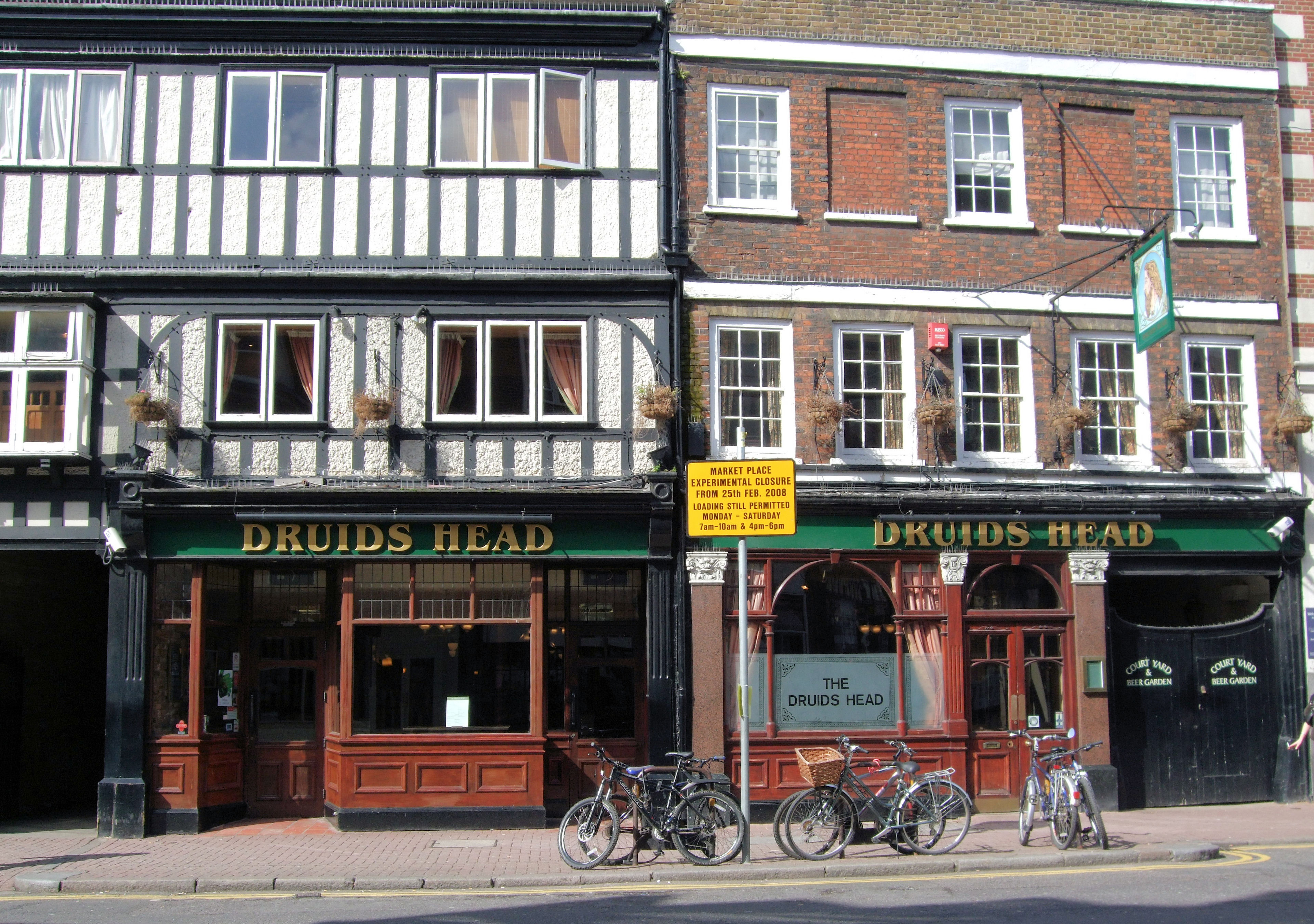
Паб Druid's Head в Кингстоне
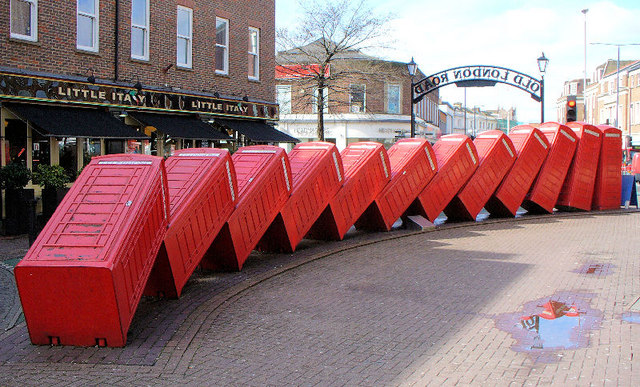
Скульптура Дэвида Маха «Out of Order» (1988)
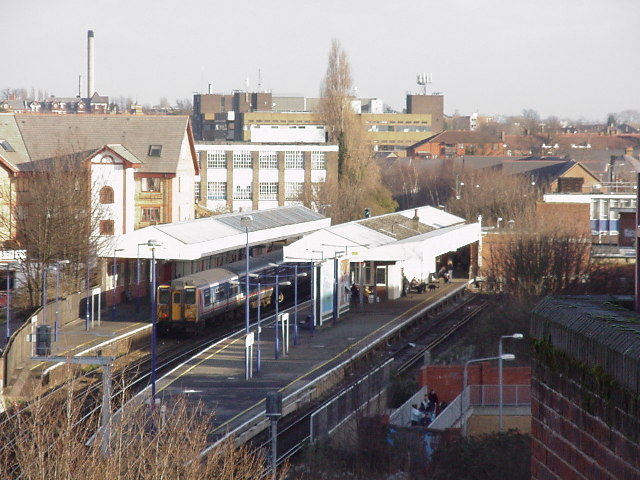
Железнодорожная станция «Кингстон»
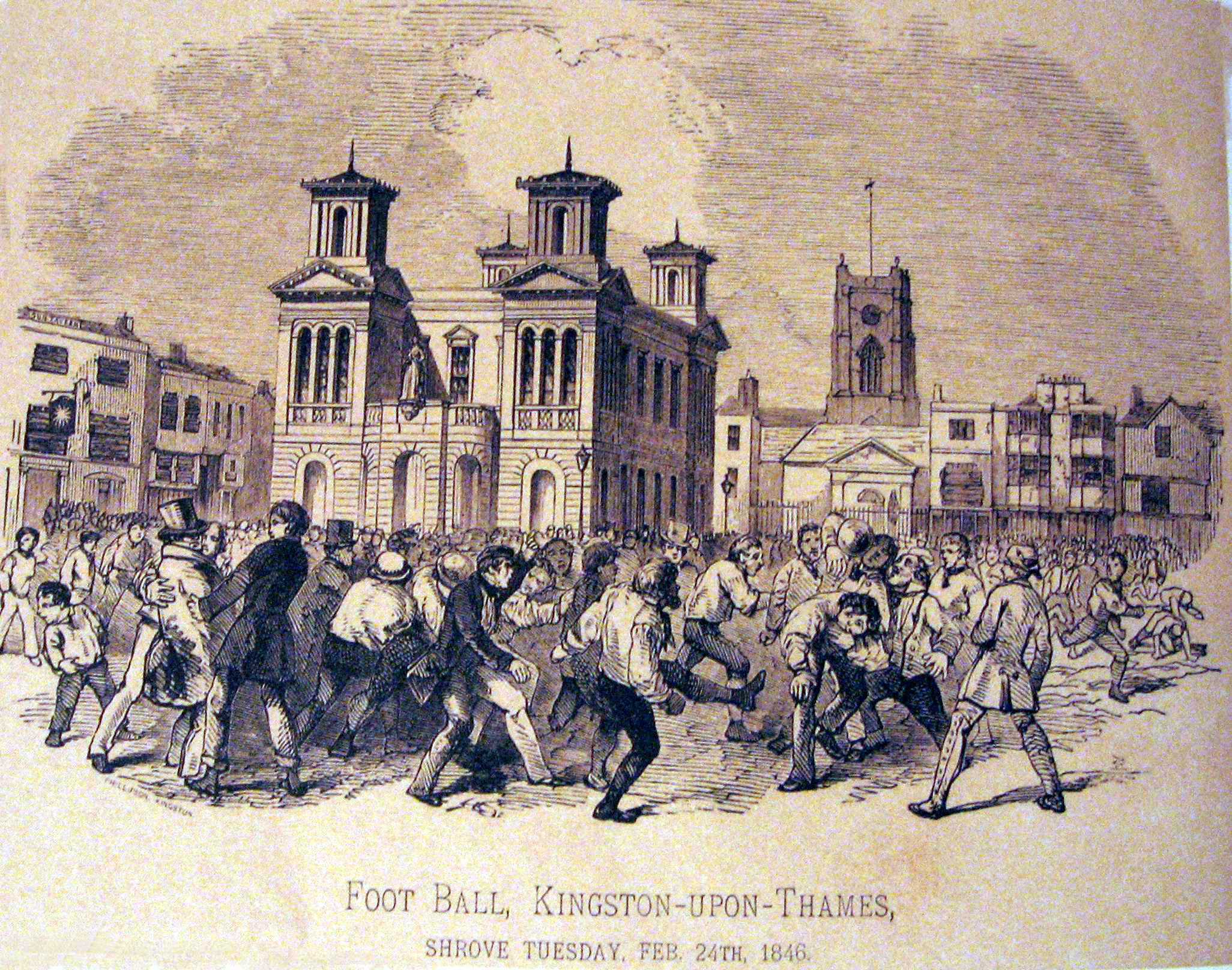
После футбольного матча. Кингстон-апон-Темс, 1846 год.